# Eva Adamczyková
Eva Adamczyková (* 28. April 1993 als Eva Samková in Vrchlabí) ist eine tschechische Snowboarderin, die auf den Snowboardcross spezialisiert ist und in dieser Disziplin 2014 Olympiasiegerin wurde.

## Werdegang
Adamczyková, die für Dukla Liberec startet, begann 2008 mit dem Snowboardcross-Training bei Marek Jelínek und Jakub Flejšar. In der Saison 2009/10 nahm sie am Europacup teil. Dabei holte sie drei Siege und errang zweimal den zweiten Platz. Sie gewann damit die Snowboardcrosswertung. Ihr erstes Weltcuprennen fuhr sie im März 2010 in Chiesa in Valmalenco, welches sie auf dem zwölften Platz beendete. Bei den Snowboard-Juniorenweltmeisterschaften 2010 in Cardrona gewann sie die Goldmedaille. In der Saison 2010/11 erreichte sie in Stoneham mit dem sechsten Platz ihre erste Top-Zehn-Platzierung im Weltcup. Bei den Snowboard-Weltmeisterschaften 2011 in La Molina wurde sie Fünfte. Im März 2011 kam sie mit dem zweiten Platz in Chiesa in Valmalenco erstmals aufs Podest und holte bei den Snowboard-Juniorenweltmeisterschaften 2011 wie im Vorjahr die Goldmedaille. Die Saison beendete sie auf dem siebten Platz im Snowboardcross-Weltcup.
Nach Platz 14 und 8 im Weltcup zu Beginn der Saison 2012/13 holte Adamczyková im kanadischen Blue Mountain ihren ersten Weltcupsieg. Es folgten drei Top-Zehn-Platzierungen, darunter der dritte Rang in Veysonnaz. Beim Saisonhöhepunkt den Snowboard-Weltmeisterschaften 2013 in Stoneham errang sie den siebten Platz. Im Februar 2013 wurde sie tschechische Meisterin im Snowboardcross. Im folgenden Monat gewann sie bei den Snowboard-Juniorenweltmeisterschaften 2013 in Erzurum die Goldmedaille. Die Saison beendete sie auf dem vierten Platz im Snowboardcross-Weltcup. Zu Beginn der Saison 2013/14 holte sie in Montafon ihren zweiten Weltcupsieg und gewann bei der Winter-Universiade 2013 die Goldmedaille. Im Januar 2014 siegte sie im Weltcup in Vallnord-Arcalís holte bei den Winter-X-Games 2014 in Aspen die Silbermedaille. Im folgenden Monat gewann sie vor Dominique Maltais (Kanada) und Chloé Trespeuch (Frankreich) das Snowboardcross-Finale bei den Olympischen Winterspielen 2014. Zum Saisonende wurde sie Fünfte im Snowboardcross-Weltcup.
Im folgenden Jahr belegte Adamczyková bei den Snowboard-Weltmeisterschaften 2015 am Kreischberg den sechsten Rang. Im März 2015 wurde sie tschechische Meisterin. Nach Platz 13 beim Weltcup in Montafon zu Beginn der Saison 2015/16 kam sie siebenmal unter die ersten Zehn. Dabei errang sie zweimal den dritten und einmal den zweiten Platz. Zudem siegte sie in Feldberg und in Sunny Valley und erreichte zum Saisonende den zweiten Platz im Snowboardcross-Weltcup. Bei den Winter-X-Games 2016 in Aspen gewann sie die Silbermedaille. In der folgenden Saison holte sie zwei Weltcupsiege und belegte zudem dreimal den zweiten Platz. Sie gewann damit den Snowboardcross-Weltcup. Beim Saisonhöhepunkt den Snowboard-Weltmeisterschaften 2017 in Sierra Nevada fuhr sie auf den 12. Platz.
In der Saison 2017/18 holte Adamczyková drei Siege und belegte einmal den zweiten Platz und erreichte damit den fünften Platz im Snowboardcross-Weltcup. Ihren Weltcupsieg am 10. März 2018 in Moskau musste sie „doppelt“ erringen. Vorerst hatten sich beim Start nicht alle Tore geöffnet, so dass es einen Re-Start gab. Adamczyková gewann den Lauf, danach kam es zu einem Protest durch andere Teamführungen, weshalb der Lauf annulliert und neu ausgetragen wurde, doch die Tschechin setzte sich erneut durch. Bei den Olympischen Winterspielen 2018 in Pyeongchang gewann sie die Bronzemedaille.
In der Saison 2018/19 gewann sie drei Weltcuprennen und holte bei den Weltmeisterschaften in Park City ihren ersten WM-Titel. Zudem errang sie im Weltcup jeweils einmal den zweiten und dritten Platz und gewann damit den Snowboardcross-Weltcup. In der folgenden Saison wurde sie Vierte im Snowboardcross-Weltcup. Dabei holte sie in Montafon ihren 14. Weltcupsieg. Nachdem sie in der Saison 2019/20 Vierte im Snowboardcross-Weltcup wurde, gewann sie in der Saison 2020/21 mit drei ersten Plätzen und einen dritten Platz den Snowboardcross-Weltcup. Bei den Snowboard-Weltmeisterschaften 2021 holte sie die Bronzemedaille.
Eine Besonderheit Adamczykovás ist ein immer wieder deutlich zu sehender aufgemalter Schnurrbart.

## Weltcupsiege
| Nr. | Datum             | Ort                  |
| --- | ----------------- | -------------------- |
| 1.  | 2. Februar 2013   | Blue Mountain        |
| 2.  | 7. Dezember 2013  | Montafon             |
| 3.  | 12. Januar 2014   | Vallnord-Arcalís     |
| 4.  | 23. Januar 2016   | Feldberg             |
| 5.  | 21. Februar 2016  | Sunny Valley         |
| 6.  | 21. Januar 2017   | Solitude             |
| 7.  | 12. Februar 2017  | Feldberg             |
| 8.  | 20. Januar 2018   | Erzurum              |
| 9.  | 3. März 2018      | La Molina            |
| 10. | 10. März 2018     | Moskau               |
| 11. | 22. Dezember 2018 | Cervinia             |
| 12. | 2. März 2019      | Baqueira-Beret       |
| 13. | 16. März 2019     | Veysonnaz            |
| 14. | 13. Dezember 2019 | Montafon             |
| 15. | 24. Januar 2021   | Chiesa in Valmalenco |
| 16. | 4. März 2021      | Bakuriani            |
| 17. | 20. März 2021     | Veysonnaz            |
| 18. | 28. November 2021 | Secret Garden        |
| 19. | 26. Januar 2024   | St. Moritz           |

## Snowboardcross-Weltcup-Gesamtplatzierungen
| Saison  | Punkte | Platz |
| ------- | ------ | ----- |
| 2009/10 | 370    | 30.   |
| 2010/11 | 2050   | 7.    |
| 2011/12 | 110    | 37.   |
| 2012/13 | 2960   | 4.    |
| 2013/14 | 2430   | 5.    |
| 2014/15 | -      | -     |
| 2015/16 | 5060   | 2.    |
| 2016/17 | 5170   | 1.    |
| 2017/18 | 4160   | 5.    |
| 2018/19 | 4400   | 1.    |
| 2019/20 | 3210   | 4.    |
| 2020/21 | 450    | 1.    |
| 2021/22 | 145    | 14.   |
| 2022/23 | 407    | 4.    |
| 2023/24 | 573    | 5.    |